# سهره‌نوک یقه‌دار
سهره‌نوک یقه‌دار (نام علمی: Spizixos semitorques) یک گونه از پرندگان آوازخوان از خانواده بلبلان (Pycnonotidae) است که در چین، تایوان، ژاپن و ویتنام یافت می‌شود.
این گونه به تپه‌های جنگلی در ارتفاعات متوسط علاقه دارد. سهره‌نوک یقه‌دار که عمدتاً میوه‌خوار است، دانه‌ها و حشرات را نیز می‌خورد. پرندگان معمولاً تک‌همسر هستند و ماده‌ها در درختان لانه می‌سازند تا در آنها تخم بگذارند. 
نام‌های جایگزین برای سهره‌نوک یقه‌دار عبارتند از: سهره‌نوک سرسیاه، سهره‌نوک چینی، سهره‌نوک ژاپنی، بلبل سهره‌نوک یقه‌دار و بلبل سهره‌نوک سویینهو.

### زیرگونه‌ها
دو زیرگونه شناخته شده است: 
- S. s. semitorques - R. Swinhoe ، 1861 : یافت شده در مرکز و جنوب چین، شمال ویتنام
- S. s. cinereicapillus - R. Swinhoe، 1871 : نخست به عنوان یک گونه جداگانه توصیف شده بود. در تایوان و جزایر میاکو و یایاما ژاپن یافت می‌شود.